# 悪党 (映画)
『悪党』（あくとう）は、1965年11月21日に日本で公開された映画。

## ストーリー
悪党が大いに蜂起した十四世紀。乱世の雄・高師直は足利将軍の執事として世に権勢を誇っていた。ある日師直は、侍従から美人の誉れ高い女・顔世の話を聞くに及び、見も知らぬその女に魅せられ、恋の病に取りつかれてしまう。しかしいまは出雲の大名・塩冶判官の妻である顔世の夫への愛は揺るがない。怒った師直は戦を起こし、騒乱の中で顔世を奪おうとするが…。（DVDパッケージより）
師直の命に反して塩谷判官は妻である顔世を連れて出雲へと向かい、謀反の疑いをかけられることになる。

## スタッフ
- 監督・脚本：新藤兼人
- 製作：絲屋寿雄、能登節雄、湊保、桑原一雄
- 原作：谷崎潤一郎『顔世』
- 撮影：黒田清己
- 音楽：林光

## キャスト
- 師直：小沢栄太郎
- 顔世：岸田今日子
- 侍従：乙羽信子
- 塩冶判官：木村功
- 山城守宗村：殿山泰司
- 六郎：加地健太郎
- 八幡三郎：清水綋治
- 木村源三：大木正司
- 桃井播磨守：森幹太
- 大平出雲守：江角英明
- 山名伊豆守：原田清人
- 薬師寺次郎左衛門：高橋幸治
- 兼好法師：宇野重吉
- 覚一検校：和沢昌治
- 女房：川口敦子、藤原赫子、松山恭子、武川八重子、小野久子、宮島由己子、吉田志津子
- 女童：白川光恵
- 腰元：深沢英子、常盤公子
- 師直方の武将：尾鼻隆
- 乞食：宮田勝、中村門